# Frontin' on Debra
«Frontin' On Debra» un mashup creado por DJ Reset de la canción "Frontin", de Pharrell Williams & Jay-Z, con la canción "Debra", de Beck, lanzado como sencillo promocional en 2004. Este mashup fue acreditado como el primer lanzamiento oficial de un mashup, que fue puesto a la venta en iTunes. La mayoría de los mashups son bootlegs no oficiales. Beck y Pharrell aprobaron el mashup de DJ Reset y luego fue vendido. "Debra" fue escrita por Beck Hansen, Ed Greene, John King y Mike Simpson, mientras que "Frontin" fue escrita por Pharrell Williams, Chad Hugo y Shawn Carter.

## Lista de canciones
1. «Frontin' On Debra» (DJ Reset Mash-Up)

- Datos: Q16569660